# نص غربي

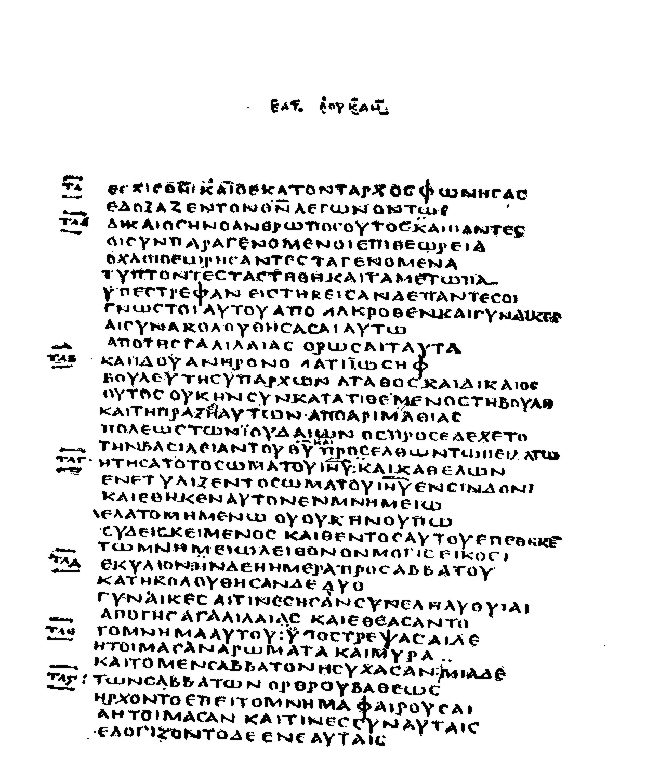
مخطوطة بزا

النص الغربي هو أحد أنواع نصوص العهد الجديد في النقد النصي. يستخدم لوصف مجموعة ونوعية من المخطوطات الكتابية. يوجد النص الغربي للعهد الجديد في الترجمة اللاتينية من اليونانية وفي اقتباسات من بعض كتاب القرن الثاني والثالث مثل ترتليان وإرانيوس. لهذا النص عدة مميزات تظهر في الأناجيل وكتاب الأعمال ورسائل بولس. لا يوجد نوع غربي لنص الرسائل الكاثوليكية ورؤيا يوحنا.

## أهم شواهد النص الغربي
| Sign     | Name                | Date   | Content                        |
| p48      | —                   | 3th    | fragment Acts 23               |
| p69      | أوكسيرينخوس XXIV    | 3th    | fragment Luke 22               |
| p38      | Papyrus Michigan    | c. 300 | fragment Acts                  |
| 0171     |                     | 4th    | fragments Matt and Luke        |
| (01) ﬡ   | {السينائية}         | 4th    | John 1:1–8:38                  |
| Dea (04) | مخطوطة بيزا         | c. 400 | Gospels and Acts               |
| W (032)  | مخطوطة واشنطونيانس  | 5th    | Mark 1:1–5:30                  |
| Dp (05)  | Codex Claromontanus | 6th    | Acts, CE, and Pauline Epistles |
| Fp (010) | Codex Augiensis     | 9th    | Pauline Epistles               |
| Gp (012) | Codex Boernerianus  | 9th    | Pauline Epistles               |

## مواقع خارجية
- Western text at the Encyclopedia of Textual Criticism
- The Western Text of the Acts of the Apostles (1923)
- The Western Non-Interpolations
- Hort's Theory of 'Western Non-Interpolations